# Wanakarta
Wanakarta is een bestuurslaag in het regentschap Serang van de provincie Banten, Indonesië. Wanakarta telt 2524 inwoners (volkstelling 2010).